# Les Marchands de doute
Les Marchands de doute, sous-titré : ou comment une poignée de scientifiques ont masqué la vérité sur des enjeux de société tels que le tabagisme et le réchauffement climatique (en version originale anglaise, Merchants of Doubt, How a Handful of Scientists Obscured the Truth on Issues from Tobacco Smoke to Global Warming) est un livre écrit par Naomi Oreskes et Erik M. Conway, historiens des sciences américains. D'abord publié en version originale en 2010, il est traduit en français par Jacques Treiner et publié en 2012 par les éditions Le Pommier.
Le livre fait des parallèles entre les controverses sur le réchauffement climatique et des débats antérieurs, tels celui sur le tabagisme, les pluies acides et le trou dans la couche d'ozone. Oreskes et Conway écrivent que, dans chaque cas, la stratégie de base des partisans du statu quo est de « nourrir la controverse » en entretenant le doute et la confusion après qu'un consensus scientifique s'est établi. Les auteurs soulignent également que des scientifiques à contre-courant tels Frederick Seitz et Fred Singer ont joint leurs forces à des think tanks et des compagnies privées afin de remettre en question le consensus scientifique sur plusieurs enjeux contemporains.
Les critiques sont généralement bonnes, bien que le livre, qui écorche l'Institut Marshall et Fred Singer, soit critiqué par ces derniers. Certains chroniqueurs affirment que le livre est le résultat d'une recherche bien documentée et qu'il est l'un des livres marquants de 2010.

## Thèmes
Oreskes et Conway affirment qu'une poignée de scientifiques politiquement conservateurs, fortement liés à des industries particulières, ont « joué un rôle disproportionné dans les débats concernant des questions controversées »,. Le livre affirme que ces scientifiques ont combattu le consensus scientifique sur les dangers du tabagisme, des pluies acides, du trou dans la couche d'ozone et de l'existence du réchauffement climatique anthropique. Les auteurs continuent en affirmant que cela a généré un « obscurcissement délibéré » des enjeux, affectant en conséquence l'opinion publique et les politiques liées. Oreskes et Conway tirent la conclusion que :

« Bien qu'il y ait plusieurs raisons pour lesquelles les États-Unis n'ont pas agi concernant le réchauffement climatique, l'une d'elles est la confusion engendrée par Bill Nierenberg, Fred Seitz et Fred Singer,. »

Les trois sont physiciens : Singer était un ingénieur en aérospatiale, alors que Nierenberg et Seitz ont travaillé sur la bombe atomique.
Oreskes et Conway affirment qu'« une faible quantité de personnes peuvent avoir une grande influence négative, particulièrement si elles sont organisées, déterminées et qu'elles ont accès au pouvoir »,.

## Seitz et Singer
Selon les auteurs, Seitz et Singer ont été haut placés dans la hiérarchie scientifique gouvernementale américaine. Au cours de leur carrière, ils ont été en contact avec des amiraux, des généraux et des présidents. Ils avaient également une solide expérience des médias, ce qui leur permettaient d'avoir une certaine couverture de presse pour véhiculer leurs idées. Les auteurs soulignent qu'« ils ont utilisé leur accréditation scientifique pour s'établir comme autorité en la matière, et qu'ils ont utilisé cette dernière pour discréditer la science qu'ils n'aimaient pas »,.
Seitz et Singer ont ainsi présenté des idées à contre-courant lors du débat sur le tabagisme. Seitz dirigeait un programme de la RJ Reynolds Tobacco Company visant à produire de la recherche promouvant l'usage du tabac. Singer a coécrit un reportage financé par le Tobacco Institute et niant les risques du tabagisme passif. Dans l'article, il attaque les résultats scientifiques exposant les dangers pour la santé du tabagisme passif, affirmant que le tout fait partie d'« un complot gouvernemental visant à étendre son contrôle sur la vie des gens »,.
Seitz et Singer ont contribué à la formation d'institutions américaines telles l'Heritage Foundation, le Competitive Enterprise Institute et l'Institut Marshall. Fondées par des entreprises et des fondations (en) conservatrices américaines, ces organisations se sont opposées à plusieurs formes d'intervention ou de réglementations de l'État. Le livre souligne une tactique commune à chaque situation : « discréditer les études scientifiques, véhiculer de la fausse information, entretenir la confusion et le doute »,.
Le livre affirme qu'au cours d'une période s'étendant sur plus de deux décennies, Singer, Seitz et quelques autres scientifiques du même acabit n'ont fait à peu près aucune recherche scientifique originale sur les sujets qu'ils abordaient. Bien qu'ayant été par le passé des chercheurs de pointe, ils se sont par la suite spécialisés dans l'attaque des travaux et de la réputation des autres. Ainsi, pour chaque cas, ils allaient à l'encontre du consensus scientifique.

## Réception
Dans Science, Philip Kitcher affirme que Naomi Oreskes et Erik Conway sont « deux historiens hors pair »,. Il qualifie Marchands de doutes d'« étude fascinante et importante ». Kitcher dit que les déclarations apparemment sévères envers Nierenberg, Seitz et Singer sont « justifiées par une minutieuse dissection de la manière dont les scientifiques du climat tels Roger Revelle et Ben Santer sont exploités ou attaqués vicieusement dans la presse »,.
Dans The Christian Science Monitor, Will Buchanan affirme que Marchands de doutes présente une recherche exhaustive et est l'un des livres les plus importants de 2010. Selon lui, Oreskes et Conway démontrent que les marchands de doutes ne sont pas des « scientifiques objectifs », mais plutôt des « mercenaires parlant au nom de la science » engagés par des compagnies afin de traiter les données pour qu'elles présentent leurs produits comme utiles et sécuritaires. Buchanan affirme qu'ils sont ainsi des vendeurs et non des scientifiques.
Une critique du livre est publiée par Bud Ward dans The Yale Forum on Climate and the Media. Ward écrit qu'Oreskes et Conway présentent une recherche scientifique approfondie avec une approche qui correspond au meilleur de ce que peut donner le journalisme d'enquête. Au niveau de la climatologie, les auteurs laissent « peu de doutes quant à leur mépris pour ce qu'ils qualifient de détournement de la science par un petit groupe de scientifiques qui, selon eux, possèdent des manques flagrants de compétences dans le domaine »,.
Dans The Ecologist, Phil England écrit que la force du livre se situe dans la rigueur de la recherche ainsi que dans l'analyse détaillée de situations clés. Il souligne que le chapitre consacré aux changements climatiques fait à peine cinquante pages et, en conséquence, recommande plusieurs autres livres aux lecteurs qui désirent en savoir plus sur ce sujet particulier. England affirme également que le cas d'ExxonMobil, qui a notamment investi des millions dans la création de groupes faisant la promotion du climatoscepticisme, est peu abordé par la publication.

### Traductions
1. ↑  (en) « keeping the controversy alive »
2. ↑  (en) « played a disproportionate role in debates about controversial questions »
3. ↑  (en) « deliberate obfuscation »
4. ↑  (en) « There are many reasons why the United States has failed to act on global warming, but at least one is the confusion raised by William Nierenberg, Frederick Seitz, and Fred Singer. »
5. ↑  (en) « small numbers of people can have large, negative impacts, especially if they are organised, determined and have access to power. »
6. ↑  (en) « They used their scientific credentials to present themselves as authorities, and they used their authority to discredit any science they didn't like. »
7. ↑  (en) « part of a political agenda to expand government control over peoples lives. »
8. ↑  (en) « discredit the science, disseminate false information, spread confusion, and promote doubt »
9. ↑  (en) « two outstanding historians »
10. ↑  (en) « fascinating and important study »
11. ↑  (en) « justified through a powerful dissection of the ways in which prominent climate scientists, such as Roger Revelle and Ben Santer, were exploited or viciously attacked in the press. »
12. ↑  (en) « objective scientists »
13. ↑  (en) « science-speaking mercenaries »
14. ↑  (en) « little doubt about their disdain for what they regard as the misuse and abuse of science by a small cabal of scientists they see as largely lacking in requisite climate science expertise. »